# Chad Powers
Chad Powers é uma futura série de televisão americana de comédia criada por Glen Powell e Michael Waldron, estrelando Powell no papel titular, e com Steve Zahn, Toby Huss, Perry Mattfeld, Clayne Crawford, Wynn Everett, Frankie A. Rodriguez, Colton Ryan, Keese Wilson, Xavier Mills e Quentin Plair completando o elenco. A série está marcada para estrear no Hulu.

## Premissa
“Quando o mau comportamento afeta a carreira universitária do QB Russ Holliday (Powell), ele se disfarça e entra em um time de futebol do sul em dificuldades como o talentoso e afável Chad Powers.”

## Elenco
- Glen Powell como Russ Holliday, um quarterback cuja carreira acabou e se disfarça como o titular Chad Powers[1]
- Steve Zahn como Jake Hudson
- Toby Huss como Mike Holliday
- Perry Mattfeld como Ricky
- Wynn Everett como Tricia[1]
- Frankie A. Rodriguez como Danny
- Clayne Crawford como Coach Dobbs
- Colton Ryan como Gerry
- Keese Wilson como Rod
- Xavier Mills como Nishan
- Quentin Plair como Coach Byrd[1]

## Produção

### Desenvolvimento
A série, criada por Glen Powell e Michael Waldron, recebeu um pedido de série no Hulu em fevereiro de 2024. A série é baseada no personagem de Eli Manning criado para Eli's Places.

### Filmagens
As filmagens começaram no final de agosto de 2024.

## Lançamento
A série está marcada para estrear no Hulu.